# Timalie de Palawan
Espèce
Statut de conservation UICN

 LC  : Préoccupation mineure
Synonymes
- Stachyris hypogrammica Salomonsen, 1961[1] [2]
- Stachyris hypogrammica[3]
- Zosterornis hypogrammica[3]
- Zosterornis hypogrammicus[3]

La Timalie de Palawan (Zosterornis hypogrammicus) est une espèce de passereaux de la famille des Zosteropidae endémique de l'île Palawan aux Philippines.

## Répartition et habitat
Cet oiseau n'a été observé que sur trois monts : Victoria, Borangbato et Mantalingajan, dans les forêts pluviales de Palawan. Elle vit dans la forêt primaire au dessus de 1 000 m d'altitude. 